# 羅才仁
羅才仁（英語：Tsai-jen Lo，1953年—），生於臺灣彰化縣，臺灣企業家，畢業於美國新澤西理工學院行銷與材料管理系學士，是正新橡膠集團創辦人羅結的次子。

## 經歷
1972年，入新澤西理工學院工程學院，攻讀行銷與材料管理系。1991年，進入正新輪胎（廈門）廠擔任副總經理。1993年，轉赴昆山負責建廠工作。歷任正新輪胎（中國）總經理、董事長。2014年6月17日，由羅才仁接替父親羅結擔任正新橡膠集團董事長。2020年6月16日，他卸下董事長一職。2023年5月31日董事改選後，以副董事長之姿，回歸正新。